# Steganotaenieae
Steganotaenieae, tribus štitarki.. Sastoji se od 2 roda sa 5 vrsta iz Afrike. 
Tribus je opisan 2007.

## Rodovi
1. Polemanniopsis B. L. Burtt (2 spp.)
2. Steganotaenia Hochst. (3 spp.)